# Oona
Oona ist ein weiblicher Vorname.
Er ist eine irische Variante und finnische Form von Úna. Eine seltenere irische Schreibweise lautet Oonagh.

## Bekannte Namensträgerinnen
- Oona Brown (* 2004), US-amerikanische Eiskunstläuferin
- Oona Castilla Chaplin (* 1986), spanische Schauspielerin und Tänzerin, Enkelin von Oona O’Neill
- Oona Diezel (* 1979), deutsche Inline-Skaterin
- Oona Emmenegger (* 2000), Schweizer Eishockeyspielerin
- Oona King (* 1967), britische Politikerin
- Oona Laurence (* 2002), US-amerikanische Schauspielerin
- Oona Devi Liebich (* 1984), deutsche Schauspielerin
- Oona von Maydell (* 1985), deutsche Schauspielerin, Künstlerin und Kuratorin
- Oona O’Neill (1925–1991), vierte Ehefrau von Charles Chaplin
- Oona Plany (* 1984), deutsche Synchronsprecherin und Schauspielerin

## Fiktive Personen
- Oona, eine Hexe aus dem Film Der Todesschrei der Hexen
- Oona, Titelheldin des Romans Tochter der Traumdiebe von Michael Moorcock
- Oona, eine Figur aus dem Donald-Duck-Universum
- Oona, Königin Oona ist die zweite Frau von König Zøg in Matt Groening's Cartoonserie Disenchantment
- Oona, die Fee aus dem Film Legende

## Schreibweise Oonagh
- Oonagh Guinness (1910–1995), anglo-irische Millionärin und Kunstsammlerin
- Oonagh, Künstlername der deutschen Sängerin Senta-Sofia Delliponti (* 1990)

## Sonstiges
- Oona-Kliff, Kliff im Viktorialand, Antarktika
- Mount Oona, Berg in der Ross Dependency, Antarktika